# Gråberget (naturreservat)
Gråberget är ett naturreservat i Eda kommun i Värmlands län.
Området är naturskyddat sedan 2008 och är 127 hektar stort. Reservatet består av de två bergen Svartningen och Gråberget och omkringliggande hällmarkstallskog, med inslag av gransumpskog och några myrar. 